# Chiesa di San Pietro (Pergolato)
La chiesa di San Pietro è un edificio sacro situato in località Pergolato nel comune di San Casciano in Val di Pesa, in provincia di Firenze, diocesi della medesima città.

## Storia
La più antica notizia su questo edificio risale al 1139. In quell'anno risulta una donazione verso la chiesa da parte di un certo Rodolfo di Giovanni di Garullo abitante nel popolo di San Pietro a Pergolato.
Fu un antico patronato dei Buondelmonti. È citata nel Libro di Montaperti, dove risulta che il popolo si impegna a pagare alla città di Firenze sei staia di grano. Nella decima del 1276 risulta tassata per tre lire e dodici soldi mentre in quella del 1302 la tassa scende a una lira e sedici soldi. Nel 1568 venne visitata dal Vescovo di Firenze e in quell'occasione venne stesa una relazione dalla quale risulta che la chiesa era crollata l'anno precedente ma che era già stata ricostruita dal rettore Mariotto di Giovanni Silvestri, che nel 1570 venne giustiziato per gravi crimini.
Nel 1633 la chiesa era nuovamente in rovina ma in seguito venne nuovamente restaurata tanto che nel 1793 venne elevata a prioria. Fu nuovamente ricostruita nel 1928 e nel 1986 la prioria è stata soppressa.

## Architettura
La chiesa, posta nei pressi del Castello di Pergolato, presenta una semplice facciata in bozze di arenaria.
Internamente è a pianta rettangolare, con due cappelle laterali. Sopra la porta d'ingresso è posto lo stemma dei Buondelmonti. I quadri un tempo custoditi all'interno oggi sono conservati presso il Museo d'arte sacra di San Casciano in Val di Pesa.